# Rõka
Rõka – wieś w Estonii, w prowincji Tartu, w gminie Meeksi.

## Natura
Przez wieś przepływa rzeka Apna.